# Леопольдова, Ника Александровна
Ника Александровна Леопольдова (род. 12 марта 1994) — российская шашистка (международные и русские шашки), чемпионка России 2017 года по международным шашкам, чемпионка России по русским шашкам 2022 года. Международный мастер по шашкам. Гроссмейстер России (2016). Мастер спорта России по шашкам (Приказ "О присвоении спортивного звания "Мастер спорта России" от 14 февраля 2012 г. № 18-нг). Победитель Гран-При премии "Надежда России" 2011 года - "За выдающиеся спортивные результаты.  Победитель международных, всероссийских и городских соревнований по русским и международным шашкам. Санкт-Петербургский городской Дворец творчества юных."
"Студент года"  2015 по Санкт-Петербургу
Воспитанница отделения шашек СДЮСШОР №2 ГОУ ЦО "СПбГДТЮ" . Тренер Людмила Свечникова.
Работает тренером-преподавателем в "Санкт-Петербургском Государственном Дворце Творчества Юных" СДЮСШОР №2.

## Спортивные достижения
Чемпионка России среди женщин по международным шашкам, Колонтаево 2010
Чемпионка России среди женщин по международным шашкам, блиц, Суздаль 2012
Чемпионка России среди молодежи по международным шашкам, быстрые, Санкт-Петербург 2012
Чемпионка России среди молодежи по русским шашкам, Всеволожск 2012
Чемпионка России среди молодежи по русским шашкам, блиц, Всеволожск 2012
Чемпионка России среди молодежи по международным шашкам, быстрые, Колонтаево 2013
Чемпионка России до 19 лет по русским шашкам, Всеволожск 2013
Чемпионка России до 19 лет по русским шашкам, блиц, Всеволожск 2013
Чемпионка России до 19 лет по русским шашкам, быстрые, Всеволожск 2013
Чемпионка России среди женщин по русским шашкам, блиц, Лоо 2013
Чемпионат России среди женщин по русским шашкам, III место, Лоо 2013
Чемпионка России среди молодежи по международным шашкам, блиц, Ярославль 2014
Чемпионка России среди молодежи по международным шашкам, быстрые, Ярославль 2014
Чемпионка России среди молодежи по международным шашкам, Кострома 2015
Чемпионка России среди молодежи по международным шашкам, блиц, Кострома 2015
Чемпионка России среди молодежи по международным шашкам, быстрые, Кострома 2015
Чемпионат России среди женщин по русским шашкам, III место, Лоо 2015
Чемпионат России среди женщин по русским шашкам,быстрые, II место, Лоо 2015
Чемпионка России среди молодежи по русским шашкам, блиц, Всеволожск 2016
Чемпионка России среди женщин по международным шашкам, быстрые, Лоо 2016
Чемпионат России среди женщин по международным шашкам, блиц, III место Лоо 2016
Чемпионка Европы до 16 лет по международным шашкам, Минск-Мазовецкий, Польша 2010
Чемпионка Европы среди молодежи по международным шашкам, блиц, Днепродзержинск, Украина 2012
Чемпионат Европы среди женщин по международным шашкам, III место, блиц, Таллин 2012
Чемпионка Мира до 16 лет по русским шашкам, блиц, Польша 2010
Чемпионат Мира среди молодежи по русским шашкам, II место, Таллин 2011
Первенство мира до 19 лет по русским шашкам, блиц, II место, Кранево, Болгария 2012
Первенство Мира до 19 лет по русским шашкам, быстрые, II место, Кранево, Болгария 2012
Первенство Мира до 19 лет по русским шашкам, быстрые, III место, Кранево, Болгария 2013
Чемпионка Мира до 19 лет по русским шашкам, блиц, Кранево, Болгария 2013
Чемпионка Мира среди молодежи по русским шашкам, быстрые, Балчик, Болгария 2014
Чемпионат Мира среди молодежи по русским шашкам, III место, блиц, Балчик, Болгария 2014
Чемпионат Мира среди женщин по русским шашкам, III место, блиц, Санкт-Петербург 2015
Международные соревнования "Кубок мира", I место в классической игре, Узбекистан 2023
Международные соревнования "Кубок мира", I место блиц (браз.), III место рапид, II место блиц, Турция 2023.